# 영광로
영광로(Yeonggwang-ro)는 전라남도 영광군 법성면 대덕리 법성터미널앞 교차로와 광주광역시 광산구 지평동 지평 교차로를 잇는 도로이다.

## 연혁
- 2001년 1월 1일 : 법성 ~ 영광간 도로(영광군 법성면 화천리 ~ 영광군 영광읍 학정리) 13.38km 구간 확장 개통, 기존 10.58km 구간 폐지[1]
- 2003년 1월 13일 : 불갑지구 농촌용수개발사업으로 영광군 묘량면 신천리 ~ 영광읍 학정리 2.2km 구간 이설 개통, 기존 구간 폐지[2]
- 2006년 5월 3일 : 영광 ~ 해보간 도로(함평군 해보면 금덕리 ~ 해보리) 1.7km 구간 부분 개통[3]
- 2007년 5월 31일 : 영광 ~ 해보간 도로(함평군 해보면 해보리 ~ 월야면 외치리) 5.7km 구간 부분 개통[4]
- 2007년 9월 7일 : 영광 ~ 해보간 도로(함평군 월야면 외치리) 540m 구간 개통 및 기존 영광군 영광읍 학정리 ~ 함평군 월야면 외치리 19.34km 구간 폐지, 밀재터널 개통[5][6]
- 2009년 7월 10일 : 2개 이상 시·도에 걸쳐 있는 도로로 영광로를 고시[7]

## 주요 경유지
전라남도
- 영광군 (법성면 · 영광읍 · 묘량면) - 함평군 (해보면 · 월야면)

광주광역시
- 광산구 (삼거동 · 오운동 · 도덕동 · 지평동 · 송산동 · 지평동)

## 노선
| 이름                           | 접속 노선                                                 | 소재지                    | 소재지                                                     | 비고                                                       |
| ------------------------------ | --------------------------------------------------------- | ------------------------- | ---------------------------------------------------------- | ---------------------------------------------------------- |
| 법성터미널앞 교차로            | 지방도 제842호선 (굴비로) 용덕로 굴비로3길 대덕길         | 영광군                    | 법성면                                                     |                                                            |
| 복용삼거리                     | 국도 제22호선 (법성 ~ 영광간 도로)                        | 영광군                    | 법성면                                                     | 국도 제22호선 구간                                         |
| 지안일삼거리                   | 신장길                                                    | 영광군                    | 법성면                                                     | 국도 제22호선 구간                                         |
| 와탄교                         |                                                           | 영광군                    | 법성면                                                     | 국도 제22호선 구간                                         |
| 영광읍                         |                                                           | 영광군                    |                                                            | 국도 제22호선 구간                                         |
| 덕호삼거리                     | 덕호로                                                    | 영광군                    | 국도 제22호선 구간 양방향 진출만 가능                      |                                                            |
| 칠성삼거리                     | 덕호로                                                    | 영광군                    | 국도 제22호선 구간                                         |                                                            |
| 덕호교                         |                                                           | 영광군                    | 국도 제22호선 구간                                         |                                                            |
| 신월삼거리                     | 덕호로                                                    | 영광군                    | 국도 제22호선 구간 광주 방면 진출 불가 영광 방면 진입 불가 |                                                            |
| 장동 교차로                    | 월현로                                                    | 영광군                    | 국도 제22호선 구간 광주 방면 진입 불가 영광 방면 진출 불가 |                                                            |
| 신평 교차로                    | 국도 제23호선 (영대로) 지방도 제805호선 (백수로) (월현로) | 영광군                    | 국도 제22, 23호선 구간                                     |                                                            |
| 신하 교차로                    | 신남로                                                    | 영광군                    | 국도 제22, 23호선 구간                                     |                                                            |
| 종산 교차로 (종산육교)         | 지방도 제808호선 (천년로)                                 | 영광군                    | 국도 제22, 23호선 구간                                     |                                                            |
| 녹사교                         |                                                           | 영광군                    | 국도 제22, 23호선 구간                                     |                                                            |
| 녹사 교차로                    | 국도 제23호선 (함영로)                                    | 영광군                    | 국도 제22, 23호선 구간                                     |                                                            |
| 학정 교차로                    | 중앙로                                                    | 영광군                    | 국도 제22호선 구간 광주 방면 진출 불가 영광 방면 진입 불가 |                                                            |
| 학정교                         | 밀재로                                                    | 영광군                    | 국도 제22호선 구간 광주 방면 진입 불가 영광 방면 진출 불가 |                                                            |
| 묘량육교                       |                                                           | 영광군                    | 묘량면                                                     | 국도 제22호선 구간                                         |
| 신천 교차로 (신천육교)         | 밀재로                                                    | 영광군                    | 묘량면                                                     | 국도 제22호선 구간                                         |
| 용정육교                       |                                                           | 영광군                    | 묘량면                                                     | 국도 제22호선 구간                                         |
| 불갑사진입로 교차로 (삼학육교) | 밀재로 불갑사로                                           | 영광군                    | 묘량면                                                     | 국도 제22호선 구간 광주 방면 진출 불가 영광 방면 진입 불가 |
| 삼산교 포천교 신성교           |                                                           | 영광군                    | 묘량면                                                     | 국도 제22호선 구간                                         |
| 삼포육교                       | 밀재로                                                    | 영광군                    | 묘량면                                                     | 국도 제22호선 구간 광주 방면 진출 불가 영광 방면 진입 불가 |
| 팔음교 팔음육교                |                                                           | 영광군                    | 묘량면                                                     | 국도 제22호선 구간                                         |
| 밀재터널                       |                                                           | 영광군                    | 묘량면                                                     | 국도 제22호선 구간 광주 방면 연장 968m 영광 방면 연장 958m |
| 밀재터널                       | 함평군                                                    | 해보면                    |                                                            | 국도 제22호선 구간 광주 방면 연장 968m 영광 방면 연장 958m |
| 구계육교 금덕육교              | 함평군                                                    | 해보면                    |                                                            | 국도 제22호선 구간                                         |
| 금덕 교차로                    | 함평군                                                    | 해보면                    | 밀재로                                                     | 국도 제22호선 구간 광주 방면 진출 불가 영광 방면 진입 불가 |
| 신촌 교차로 (신촌육교)         | 함평군                                                    | 해보면                    | 지방도 제838호선 (신해로)                                  | 국도 제22호선 구간 광주 방면 진입 불가 영광 방면 진출 불가 |
| 묘산육교                       | 함평군                                                    | 해보면                    |                                                            | 국도 제22호선 구간                                         |
| 해보 교차로 (해보육교)         | 함평군                                                    | 해보면                    | 해삼로                                                     | 국도 제22호선 구간                                         |
| 용산 교차로 (용산2육교)        | 함평군                                                    | 해보면                    | 국도 제24호선 (함장로)                                     | 국도 제22호선 구간                                         |
| 문장교                         | 함평군                                                    | 해보면                    |                                                            | 국도 제22호선 구간                                         |
| 월야면                         | 함평군                                                    |                           |                                                            | 국도 제22호선 구간                                         |
| 월야 교차로 (월야육교)         | 함평군                                                    | 지방도 제838호선 (문화로) |                                                            | 국도 제22호선 구간                                         |
| 금석육교 검산육교              | 함평군                                                    |                           |                                                            | 국도 제22호선 구간                                         |
| 석보육교                       | 함평군                                                    | 밀재로                    | 국도 제22호선 구간 영광 방면 진출만 가능                   |                                                            |
| 백야육교                       | 함평군                                                    | 백야길                    | 국도 제22호선 구간                                         |                                                            |
| 외치 교차로 (외치육교)         | 함평군                                                    | 밀재로                    | 국도 제22호선 구간                                         |                                                            |
| 삼거 교차로 (삼거육교)         | 노안삼도로 삼도로                                         | 광주광역시                | 광산구                                                     | 국도 제22호선 구간 광주 방면 진출 불가 영광 방면 진입 불가 |
| 오운 교차로 (오운교)           | 삼도로                                                    | 광주광역시                | 광산구                                                     | 국도 제22호선 구간 광주 방면 진입 불가 영광 방면 진출 불가 |
| 양촌교 도덕1교                 |                                                           | 광주광역시                | 광산구                                                     | 국도 제22호선 구간                                         |
| 삼도 교차로 (삼도교)           | 삼도로                                                    | 광주광역시                | 광산구                                                     | 국도 제22호선 구간 광주 방면 진출 불가 영광 방면 진입 불가 |
| 지정교                         | 삼도로 삼도세동길                                         | 광주광역시                | 광산구                                                     | 국도 제22호선 구간                                         |
| 지평 교차로                    | 국가지원지방도 제49호선 (빛가람장성로)                    | 광주광역시                | 광산구                                                     | 국도 제22호선 구간                                         |
| 어등대로와 직결                |                                                           |                           |                                                            |                                                            |

## 주요 건물 및 시설
- 영광노인전문요양원 (전라남도 영광군 영광읍 영광로 1066)